# (11895) Dehant
(11895) Dehant est un astéroïde de la ceinture principale, découvert le 8 avril 1991 à l'Observatoire européen austral.